# Dobritz (Dresden)

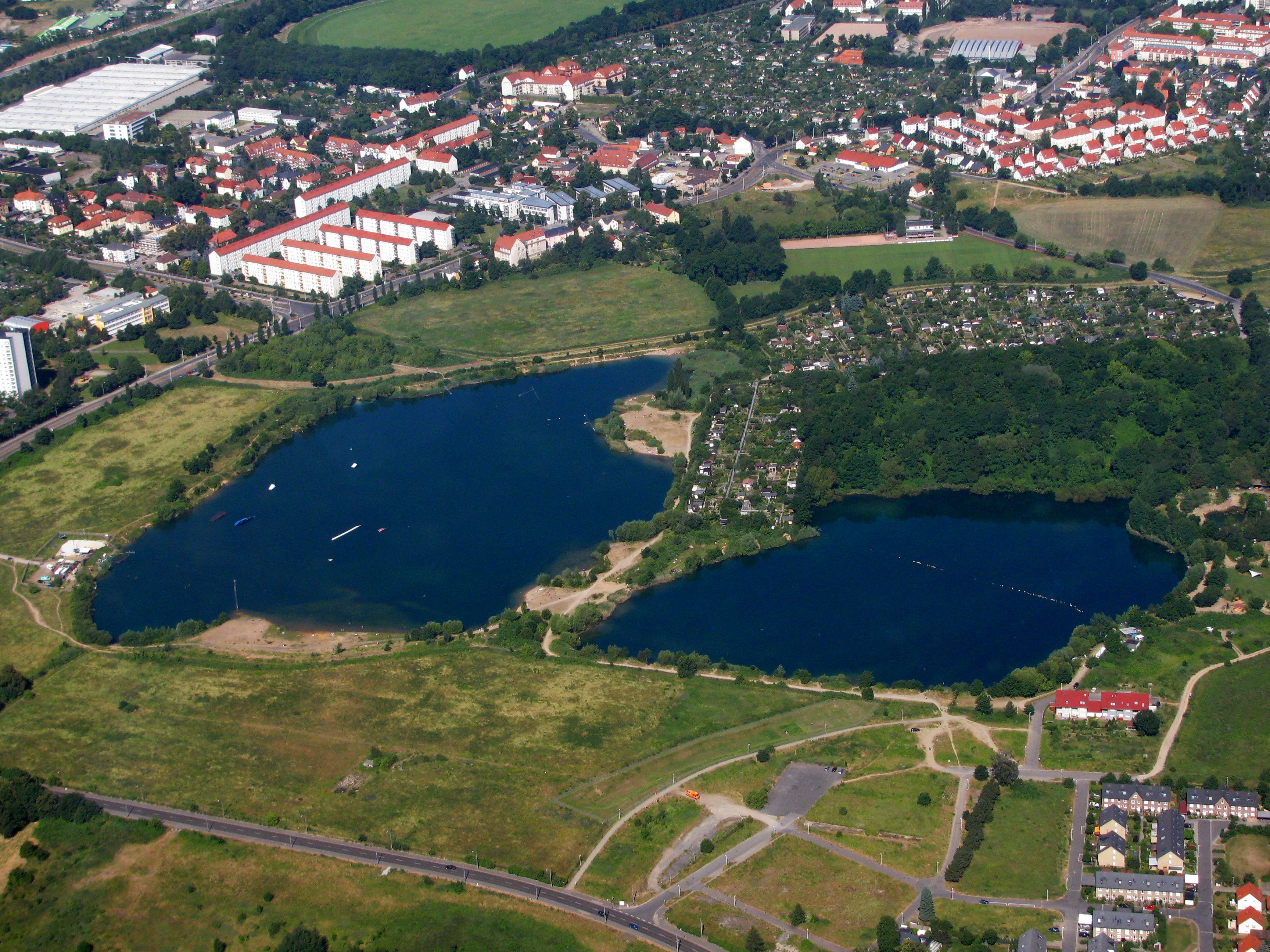
Ortslage Dobritz mit Leubener Kiessee, der etwa zur Hälfte innerhalb der Dobritzer Gemarkung liegt

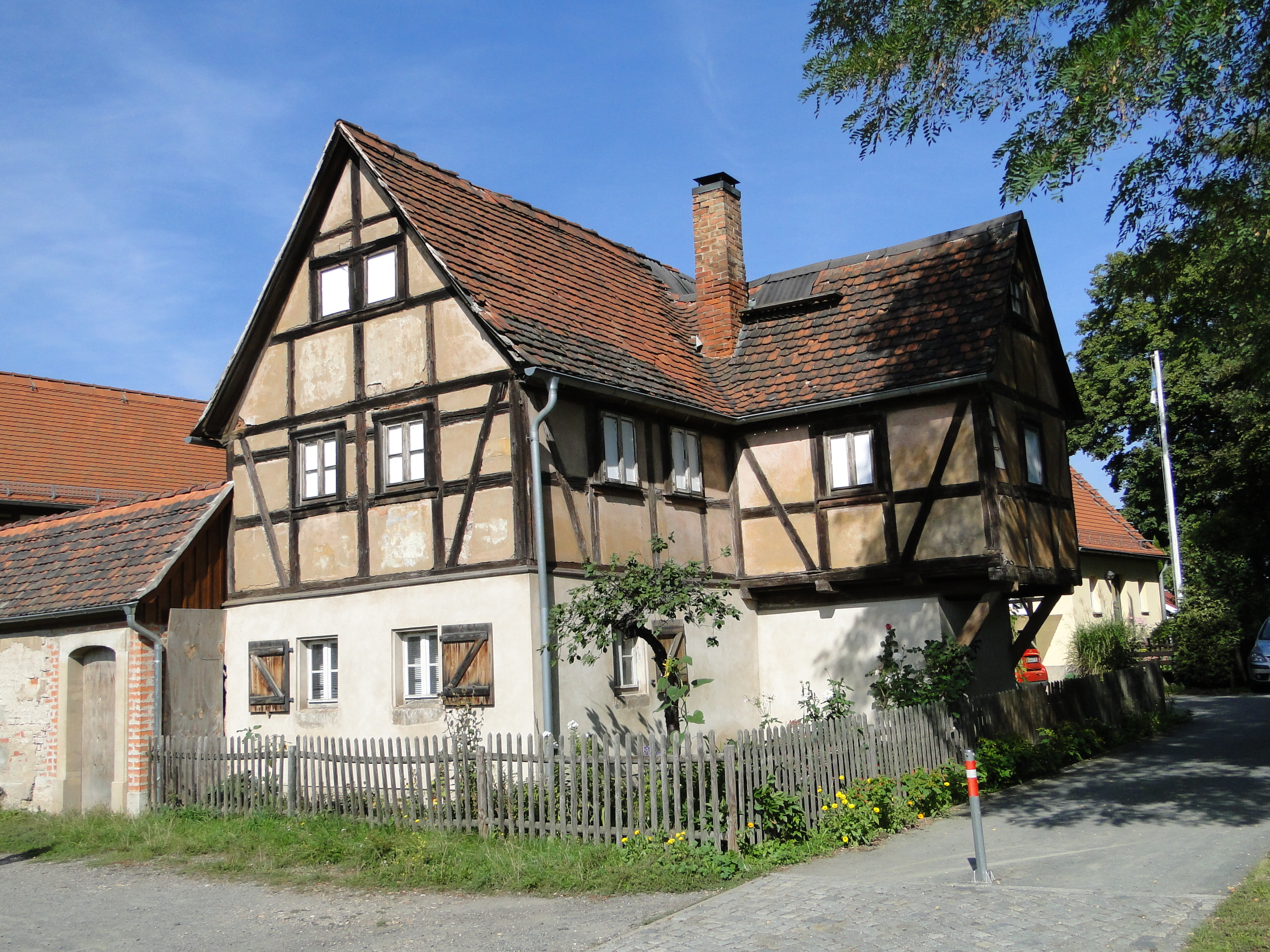
Denkmalgeschützte Mühle Altdobritz 15

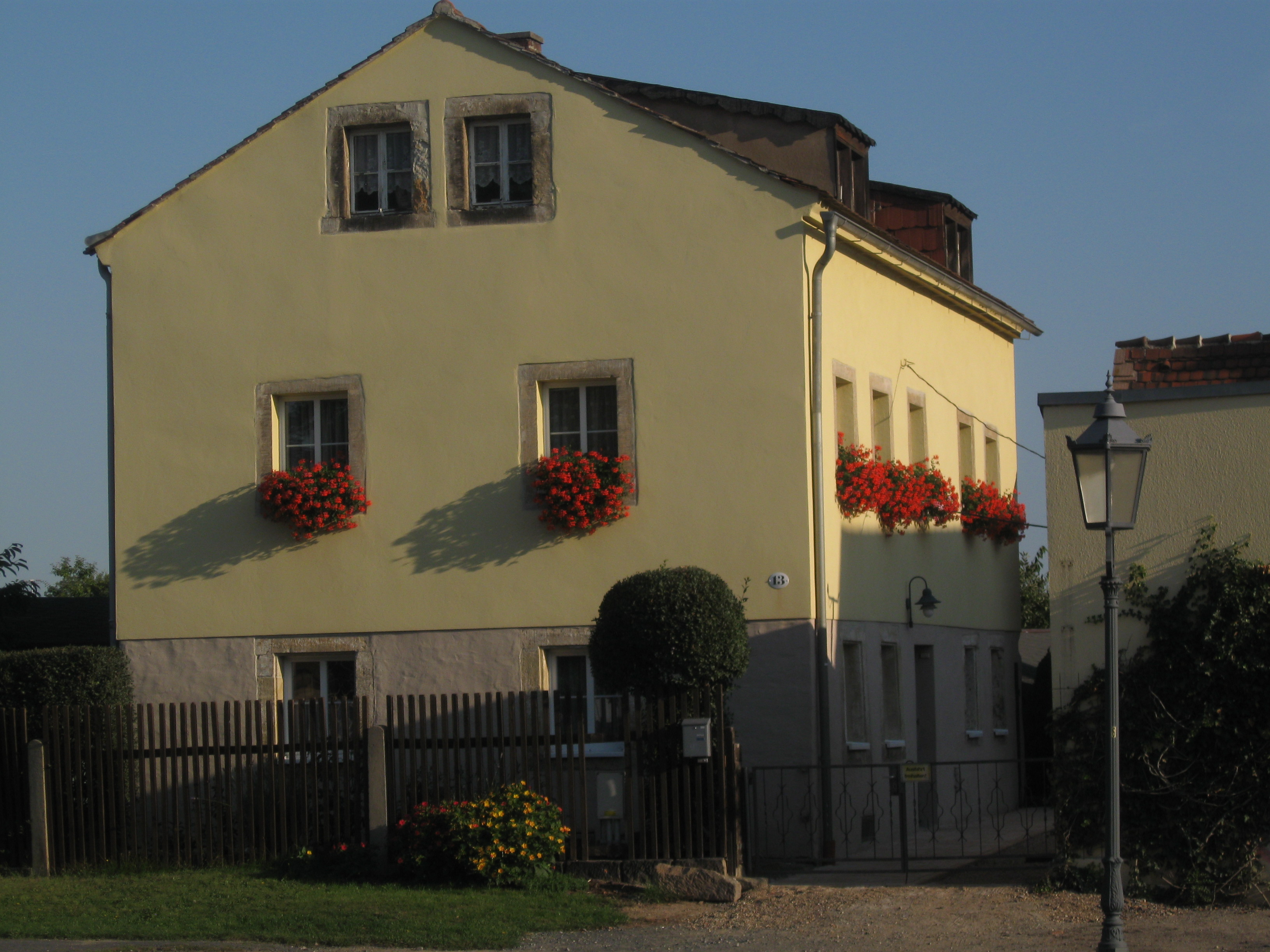
Altdobritz 13: Geburtshaus von Robert Sterl

Die Gemarkung Dobritz ist ein Stadtteil der sächsischen Landeshauptstadt Dresden und grenzt (im Uhrzeigersinn beginnend im Norden) an die Gemarkungen Tolkewitz, Laubegast, Leuben, Niedersedlitz, Reick und Seidnitz. Es liegt anteilig in den statistischen Stadtteilen Leuben mit Dobritz-Süd, der zum Stadtbezirk Leuben gehört, und Seidnitz/Dobritz, der Teil des Stadtbezirks Blasewitz ist.

## Erste Erwähnung
Dobritz wurde erstmals als „Doberwicz“ 1379 urkundlich erwähnt. Doberwicz bedeutet „Leute eines Dobr“; Dobr ist wahrscheinlich der Anführer der Leute gewesen. Doberwicz und Dobritz leiten sich vom sorbischen Wortstamm dobr- mit der Bedeutung „gut“ ab.

## Grundlegendes
Früher bestand Dobritz aus den Dörfern Großdobritz, Kleindobritz und Lippen. Aus Lippen sind aber mit der Zeit die Menschen ausgewandert, bis es leerstand und zu einer Wüstung in Dresden wurde. Der Gemeinderat beschloss 1839, dass Groß- und Kleindobritz ein Ort werden sollten, doch erst um 1900 wurden beide Orte als Dobritz, beispielsweise in Karten, bezeichnet. Davor wurden immer noch zwei verschiedene Dörfer angegeben.
Im Jahre 1890 zählte Großdobritz etwa 200 Einwohner, Kleindobritz 76. Die Leute lebten größtenteils vom Ackerbau, aber auch von der Spinnerei, der Strohflechterei, der Weberei und der Bleicherei.
Ab 1495 gehörte Dobritz zur Kirchengemeinde Leuben. Bis 1883 mussten die Schüler aus Dobritz nach Leuben in die Schule gehen. 1881 begann Dobritz, eine eigene Schule zu bauen.

## Wandel von Dobritz
Ende des 19. Jahrhunderts verlor Dobritz sein Bauernimage. 1884 siedelte sich eine Gardinenfabrik an der Bahnstrecke Dresden–Bodenbach an, die 400 Arbeiter beschäftigte. Die Gardinenfabrik gibt es noch heute. Im Jahre 1895 zogen viele Gärtnereien von Striesen nach Dobritz. Der Ort wurde Arbeiterwohnort für Firmen aus Niedersedlitz. Dadurch musste 1908 eine neue Schule gebaut werden. 1912 kam der Hauptsitz der Dresdner Gardinen- und Spitzenmanufaktur nach Dobritz. Deswegen wurden 620 neue Wohnungen auf der Georg-Marwitz-Straße und Breitscheidstraße gebaut. Georg Marwitz war der Besitzer der Dresdner Gardinenmanufaktur.
1923 war die neugebaute Schule von 1908 durch das starke Einwohnerwachstum schon wieder zu klein und musste vergrößert werden.

## Eingemeindung
Am 1. April 1921 wurde Dobritz zusammen mit Leuben und anderen Vororten zu Dresden eingemeindet. Die Gemeinde Dobritz stellte als Bedingung zur Eingemeindung, dass spätestens 1923 das Straßenbahnnetz bis Dobritz erweitert wird. Doch wegen Finanzierungsproblemen wurde erst am 1. September 1925 die Strecke vom Betriebshof Reick zum Abzweig nach Reick fertiggestellt. Einen Monat später war auch die Strecke von Seidnitz nach Leuben über Abzweig nach Reick fertig. Nun war Dobritz von zwei Seiten an das Straßenbahnnetz Dresden angeschlossen.

## Nachkriegszeit und Sozialismus

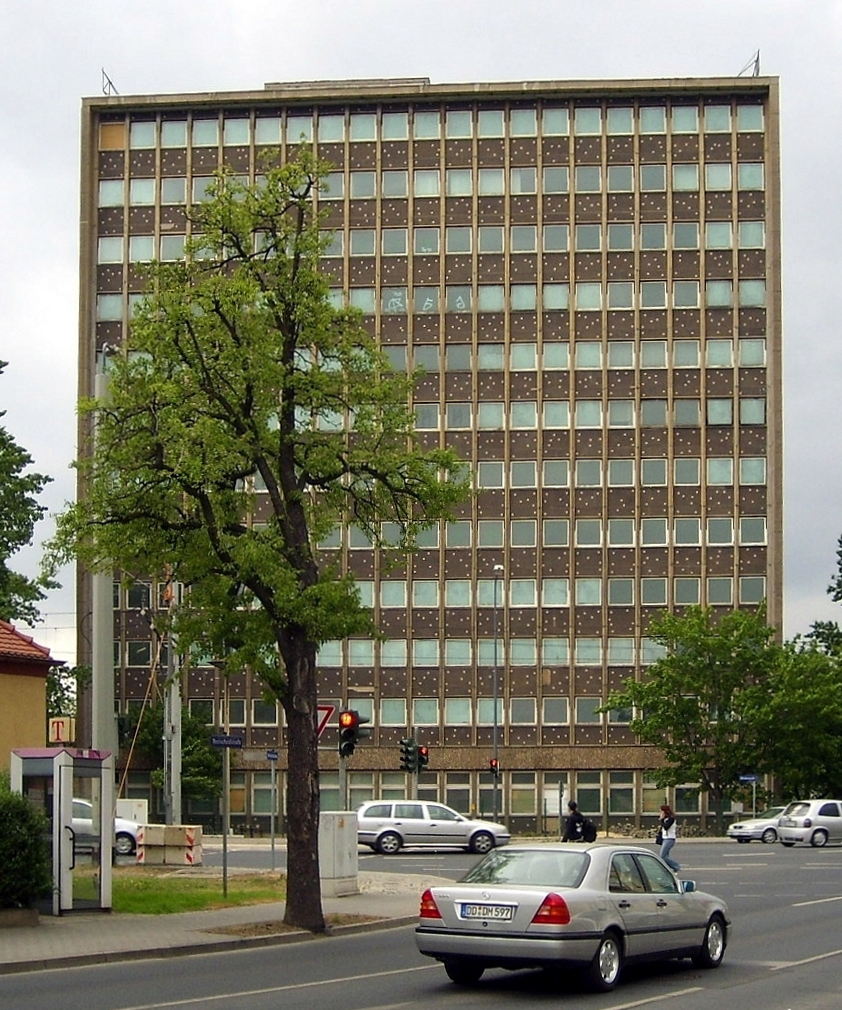
Schokopack-Hochhaus auf Reicker Flur

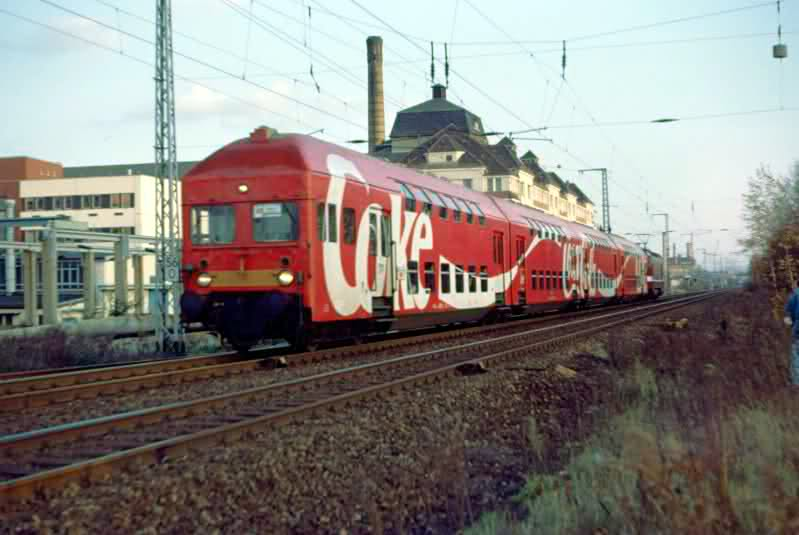
S-Bahn "Coladose" in markanter Lackierung bei Einfahrt in den Hp. Dobritz, Anfang der 1990er Jahre

Nach dem Zweiten Weltkrieg wurde die Gardinenmanufaktur neu aufgebaut, und es entstanden viele neue Industriebauten. Der Größte wurde von 1957 bis 1963 auf einem unbebauten Stück Land an der Breitscheidstraße gebaut und wird Dobritz zugerechnet. Der Betrieb stellte Schokoladen- und Verpackungsmaschinen her und wurde deshalb wie die am Hochhaus angebrachte Schrift „Schokopack“ genannt, sein eigentlicher Name war „VEB Schokoladen- und Verpackungsmaschinen“. Durch den gestiegenen Berufsverkehr wurde ein Haltepunkt für Züge am 1. Juli 1971 in Betrieb genommen. Doch eigentlich liegt der  „Haltepunkt Dresden-Dobritz“ genauso wie die Schokopack auf der Gemarkung von Reick.
Ab 1966 wurden verstärkt Wohnungen gebaut, beispielsweise das Wohngebiet Franz-Mehring-Straße. Von 1970 bis 1975 wurde das Neubaugebiet Leuben auf den ehemaligen Feldern von Dobritz und Leuben errichtet.

## Seit dem Jahrtausendwechsel
Um die Jahrtausendwende wurde die Straße Moränenende im Zuge des „Pilotprojektes Linie 2“ der Dresdner Verkehrsbetriebe und der Stadt Dresden komplett umgestaltet. So wurde der Fußweg zwischen Breitscheidstraße und Pirnaer Landstraße („Abzweig nach Reick“) zu einer Straße und die darauf befindliche Straßenbahnstrecke zweigleisig ausgebaut. Im Zuge dieser Arbeiten wurde auch der nördliche Ausgangsteil des Prohliser Landgrabens freigelegt. Am anderen Ende des Moränenendes wurde die Eisenbahnbrücke und der Haltepunkt Dobritz komplett umgestaltet. Die Eisenbahnstrecke wurde wieder viergleisig ausgebaut, und der Haltepunkt Dresden-Dobritz der Bahnstrecke Pirna–Coswig auf die Brücke verlegt. Der Zughalt wurde zu einem zeitgemäßen Umsteigepunkt zwischen S-Bahn, Bus und Straßenbahn mit Aufzug und Rolltreppen umgebaut.
Das seit Jahren leer stehende Verwaltungsgebäude des VEB Schokopack sollte zum Seniorenzentrum umgebaut werden. Da es sich jedoch um ein Gewerbegebiet handelt, stimmte die Stadt dem Vorhaben des Investors nicht zu. Ein Abriss des 1957 errichteten Hochhauses ist aus Denkmalschutzgründen nicht möglich. Im März 2017 kaufte die Itelligence AG das Gelände und kündigte an, dass bis zum Herbst 2018 auf einer Bürofläche von 9000 Quadratmetern IT-Arbeitsplätze für zunächst 350 Mitarbeiter entstehen werden. Im Erdgeschoss werde eine große Kantine eingerichtet. Über eine Terrasse gelangen die Mitarbeiter in den Park, der zwischen zwei Gebäuden liegt. Die IT-Firma hat inzwischen ihre Dresdner Niederlassung an diesem Standort.

## Persönlichkeiten
- Robert Sterl (1867–1932), Maler und Kunstprofessor
- Olga Körner (1887–1969), Protagonistin der deutschen Arbeiterbewegung